# Boada
Boada – gmina w Hiszpanii, w prowincji Salamanka, w Kastylii i León, o powierzchni 30,2 km². W 2011 roku gmina liczyła 307 mieszkańców.